# Roessler & Jauernig
Roessler & Jauernig is een historisch merk van motorfietsen.
De bedrijfsnaam was: Maschinenfabrik Roessler & Jauernig, Inh. E. & R. Fehres, Außig.
Merk uit het toenmalige Oostenrijk-Hongaarse Keizerrijk dat niet alleen al achtervering, maar zelfs een soort monoshock-systeem kende. Er werden eigen eencilinders en V-twins van 2-, 2¾- en 4 pk ingebouwd. De productie begon in 1902 en eindigde in 1907.